# Częstochowa Warta
Częstochowa Warta – zlikwidowana stacja kolejowa w Częstochowie, w województwie śląskim, w Polsce.

## Położenie
Stacja znajdowała się na wschód od dworca Kolei Warszawsko-Wiedeńskiej Częstochowa Główna, na śródwarciańskiej wyspie. 

## Historia
Powstała na początku XX wieku jako końcowy punkt jednej z linii częstochowskiego węzła kolejowego, doprowadzonej do zakładów farbiarskich i papierniczych.

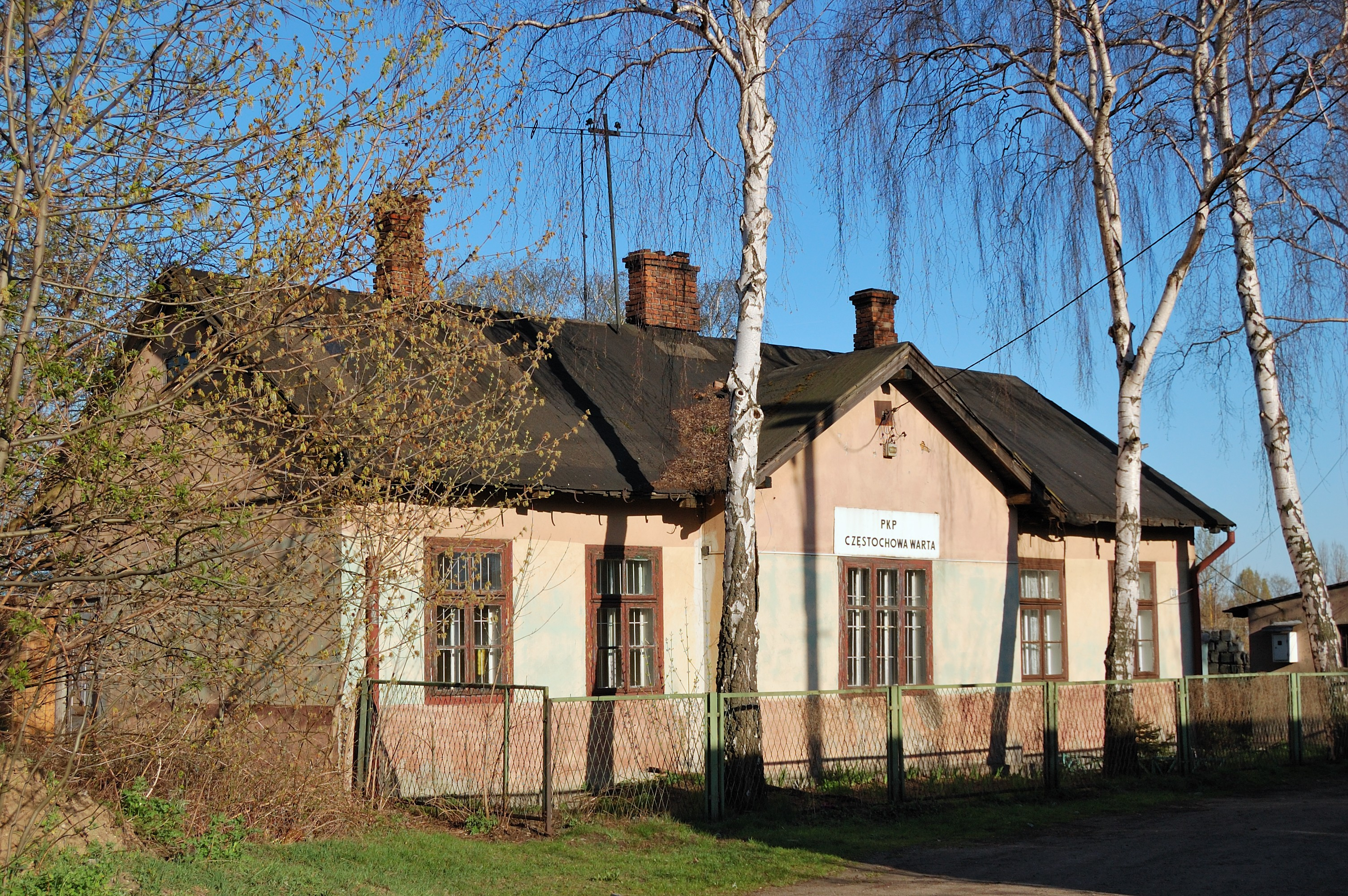
Budynek stacji w 2007 r.

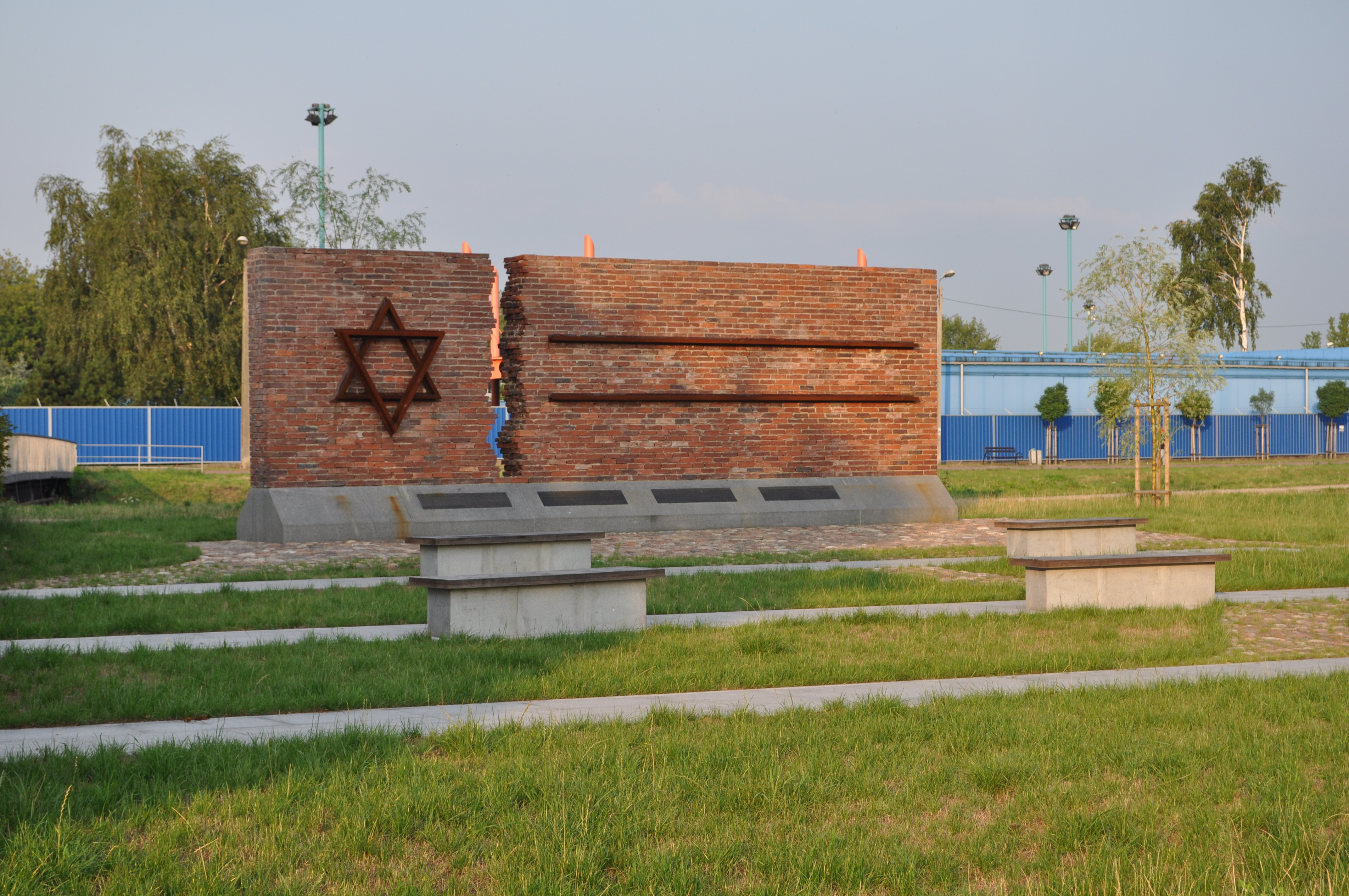
Pomnik przy stacji Częstochowa Warta

22, 25 i 28 września oraz 1, 4 i 7 października 1942 roku Niemcy dokonali deportacji 40 tys. Żydów z getta częstochowskiego do obozu zagłady w Treblince za pomocą pociągów odprawianych ze stacji kolejowej Częstochowa Warta.
Dawny budynek stacji został zaraz po wojnie zburzony, a obecny został zaadaptowany przez ówczesne PKP z budynku gospodarczo-mieszkalnego. Z powodu zamknięcia zakładów przemysłowych na wyspie linia została zlikwidowana, do dziś zachował się zrujnowany budynek stacji.
20 października 2009 roku dokonano odsłonięcia, zlokalizowanego w bezpośrednim sąsiedztwie budynku stacyjnego, pomnika pamięci Żydów wywiezionych do Treblinki. Autorem pracy jest Samuel Willenberg. W zrujnowanym budynku stacji Warta ówczesny prezydent miasta zaproponował urządzenie małego muzeum poświęconego eksterminacji częstochowskich Żydów. Inicjatywę poparło PKP S.A., jednak prywatny współwłaściciel budynku zażądał zaporowej ceny, które miasto nie było w stanie wyłożyć. Obecnie stan budynku nie kwalifikuje go do remontu.